# Tierradentro Nemzeti Régészeti Park
A Tierradentro Nemzeti Régészeti Park területe a Kolumbia Cauca megyéjében található Inza fennhatósága alá tartozik. A park a megye székhelyétől, Popayántól 100 km-re fekszik.
Az itt fekvő prekolumbiánus föld alatti üregeket (pl.: Alto del Aguacate (Avokádó-hegy), Alto de San Andrés, Alto de Segovia, Alto del Duende, El Tablón) számos ásatás alkalmával találták meg, több különböző helyen.
Az ilyen üregek jellemzője egy nyugati irányban elhelyezkedő bejárat, egy spirális lépcső, valamint egy főterem általában 5-8 méterrel a felszín alatt, ami körül több kisebb terem helyezkedik el, melyek mindegyikében egy holttest nyugszik. A falakat piros, fekete és fehér színű geometrikus ábrákkal, ember- és állatalakokkal díszítették. Az üregek védetté nyilvánítása előtti sírrablások miatt szobrokat, agyagedényeket és szöveteket csak töredékesen találtak itt.
Az ilyen temetkezést folytató prekolumbiánus kultúra a Krisztus születése utáni első évezredben élt itt. A Tierradentro Nemzeti Régészeti Park föld alatti üregei a Kr. u. 6-9. századból valók. A szobrok és a festett motívumok részletei hasonlítanak a San Agustín kultúrára.
A Kolumbiából és külföldről nagy számban idelátogató turistáknak köszönhetően a park jelentősen hozzájárul a helyi gazdasághoz. Az UNESCO 1995-ben nyilvánította a területet a világörökség részévé.